# Bundesstraße 166
Pour les articles homonymes, voir Route 166.
La Bundesstraße 166 ou B 166 est une Bundesstraße du Land de Brandebourg.

## Géographie
La B 166 va du croisement d'Uckermark avec la Bundesautobahn 20 à Schwedt/Oder et la frontière entre l'Allemagne et la Pologne.
Passow se trouve à mi-chemin.
Depuis fin 2006, il y a le contournement sud de Passow. Ainsi, la route est une voie de desserte pour les camions-citernes de la PCK-Raffinerie à Schwedt/Oder.
Jusqu'à la fin du Troisième Reich en 1945, l'ancienne Reichsstraße 166, longue de 84,3 km, conduisait à Zorndorf, l'actuel Sarbinowo. Elle continuait ainsi :
- Königsberg/Nm. (poln. Chojna) (42,3 km) → Reichsstraße 158
- Vietnitz (poln. Witnica Chojenska) (53,9 km)
- Bärwalde/Nm. (poln. Mieszkowice) (63,5 km)
- Zorndorf (poln. Sarbinowo) (84,3 km) → Reichsstraße 112

## Source
- (de) Cet article est partiellement ou en totalité issu de l’article de Wikipédia en allemand intitulé « Bundesstraße 166 » (voir la liste des auteurs).